# Station Kożuchów
Station Kożuchów is een spoorwegstation in de Poolse plaats Kożuchów.